# Puente romano de Vaison-la-Romaine
El puente romano de Vaison-la-Romaine es un puente romano sobre el río Ouvèze, ubicado en la población y comuna de Vaison-la-Romaine, en la región de Provenza-Alpes-Costa Azul, departamento de Vaucluse, en el distrito de Carpentras.
El puente está construido aprovechando un nivel de estrechamiento del cauce del Ouvèze, estando anclado en la roca y permitiendo la conexión entre las dos zonas de la ciudad de Vaison-la-Romaine.
Se construyó durante el siglo I, sirviendo en su momento como dique y construido sobre pilotis, desaparecidos desde entonces. El puente está clasificado como Monumento Histórico por la lista elaborada en 1840.
Al final de la Segunda Guerra Mundial, una voladura alemana provocó algunos daños y requirió la restauración de la bóveda y la sustitución de algunas piedras angulares en 1953.
El 15 de agosto de 1616, una inundación arrasó los parapetos sin que nadie supiera si eran los originales. En septiembre de 1992, otra riada devastó la región y provocó la muerte de 37 personas. En aquel momento, el puente resistió el crecimiento del río Ouvèze, si bien su parapeto resultó dañado.